# Kyrillpfad Schanze
Der Kyrillpfad Schanze ist ein Anschauungs- und Erlebnispfad im Ortsteil Schanze der Stadt Schmallenberg.
In der Nacht vom 18. auf den 19. Januar 2007 zog über Nordrhein-Westfalen der Orkan Kyrill hinweg und hinterließ auch in den Wäldern von Schmallenberg große Schäden. Die Hauptwege der betroffenen Waldgebiete waren bereits Mitte des Jahres 2007 überwiegend wieder freigeräumt. Bei den Rangern in Südwestfalen kam die Idee auf, einen Teil der Kyrillfläche nicht aufzuarbeiten und der Natur zu überlassen und diese Fläche als Anschauungsobjekt und Erlebnispfad für die Auswirkungen durch den Orkan zu erhalten. Im Laufe der Zeit sollte auch anschaulich gezeigt werden können, wie sich die Sturmflächen selbst regenerieren.
Eine 3,5 Hektar große, im Eigentum des Landes Nordrhein-Westfalen stehende Fläche fand sich in Schanze. In Absprache mit dem Regionalforstamt Oberes Sauerland wurde ein Konzept erarbeitet. Es entstand mit Kreativität und Eigenleistungen der Ranger des Landesbetriebes Wald und Holz NRW ein etwa 1000 Meter langer Pfad durch die Kyrillfläche mit Holzstegen und Brücken über umgestürzte Bäume, Höhen und Tiefen, vorbei an beeindruckenden Wurzeltellern von Fichten. Im Zentrum des Gebietes wurde eine Aussichtsplattform errichtet. Ein Teilstück von 250 Metern wurde barrierearm angelegt, damit auch Rollstuhlfahrer und Familien mit Kleinkindern den Anschauungs- und Erlebnispfad besuchen können. Der Pfad erstreckt sich über die Höhenmeter 720 bis 739.
Im Mai 2008 wurde der Anschauungs- und Erlebnispfad eingeweiht. Er beginnt an der Rangerstation Schanze und endet dort in der Nähe wieder.
Fingerhut und Waldweidenröschen waren die ersten Gewächse, die sich die Natur zurückeroberten. Es folgten Brombeer- und Holunderbüsche. Nach 7 Jahren bestand die nachgewachsene Vegetation auch aus Ebereschen, Ahornen, Buchen und Fichten. Nach 11 Jahren stellte sich nach Meinung der Ranger ein Gleichgewicht in der Vegetation ein.

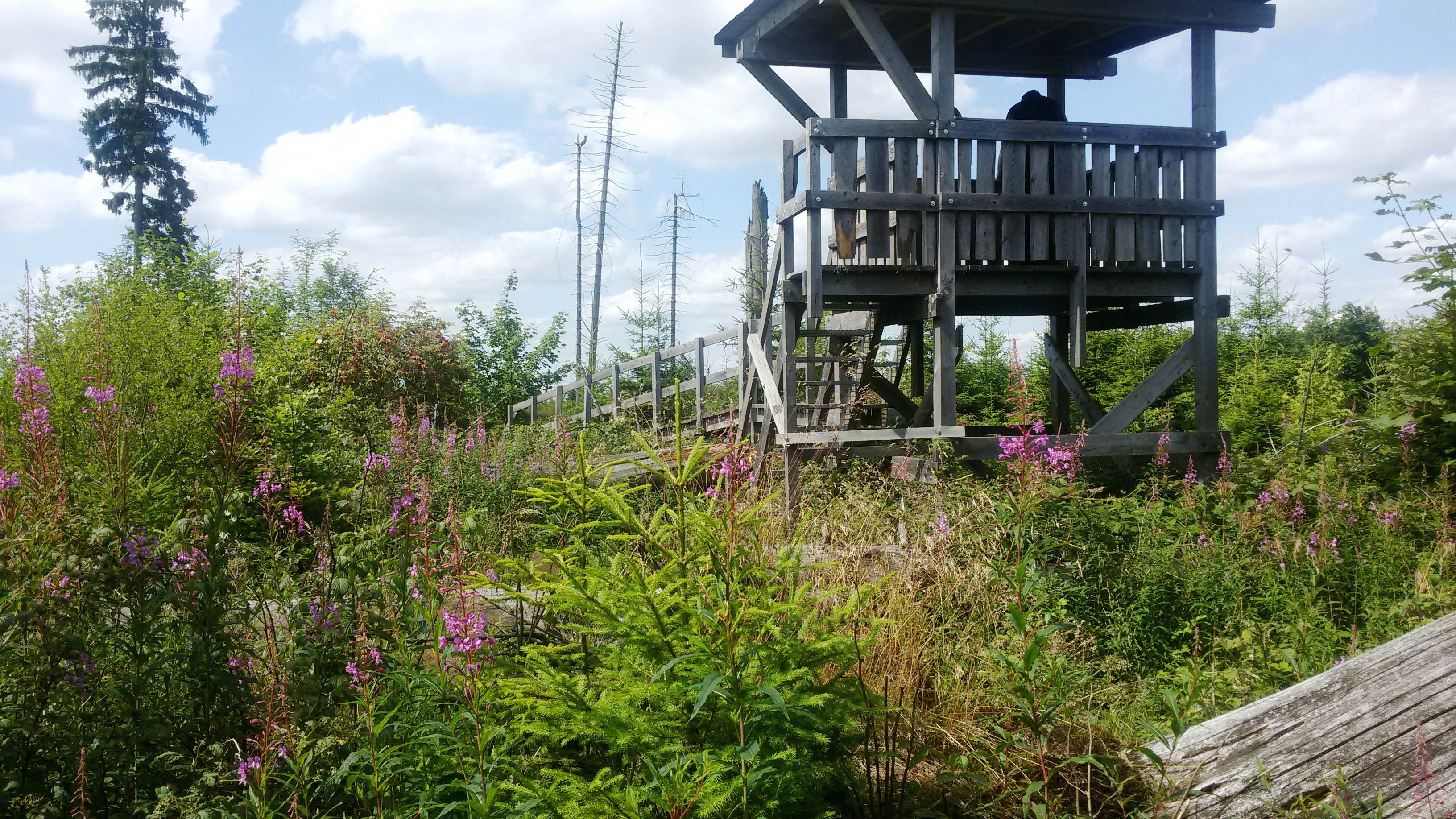
Kyrillpfad Aussichtsplattform
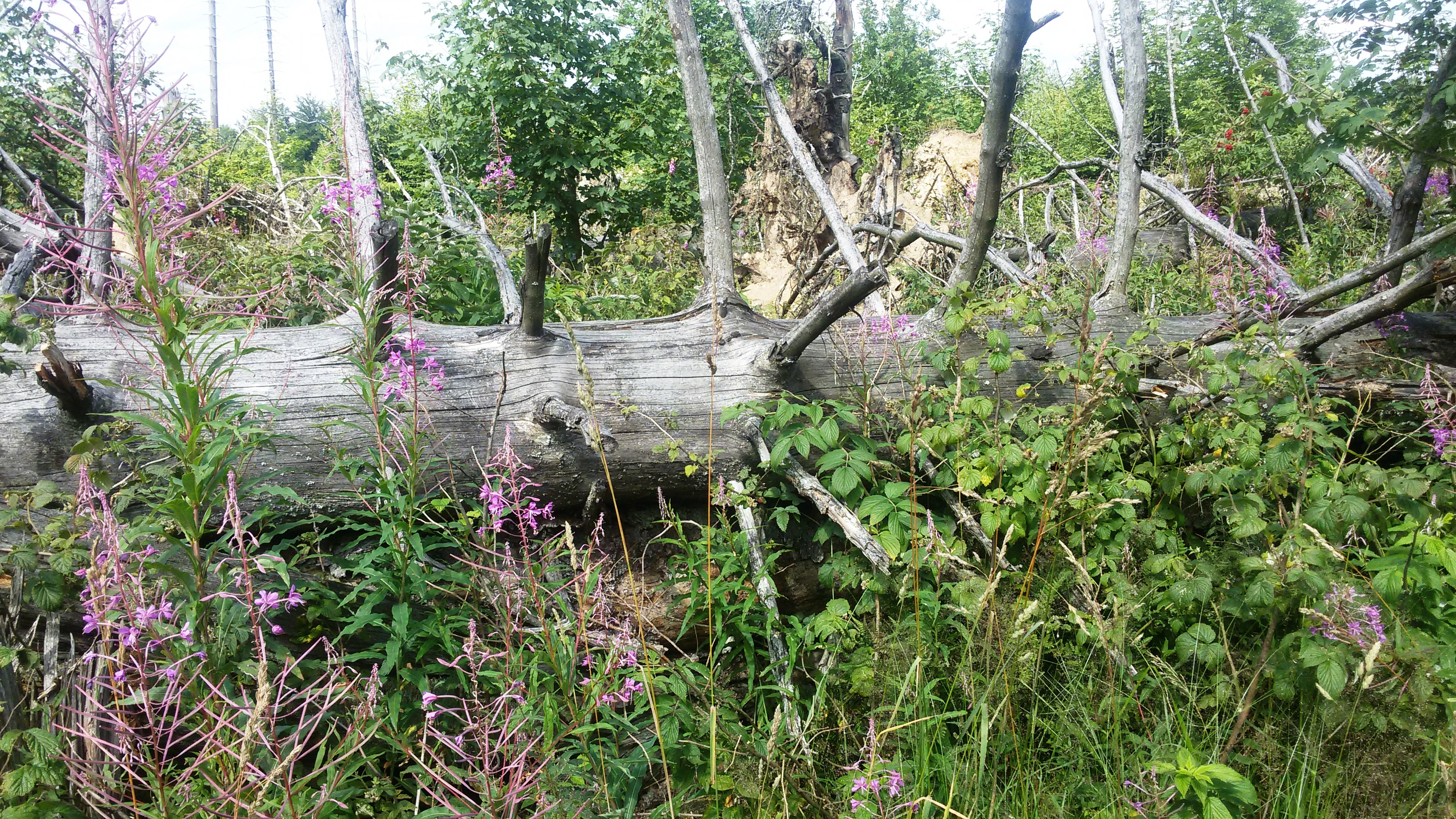
Vegetation 10 Jahre nach Kyrill
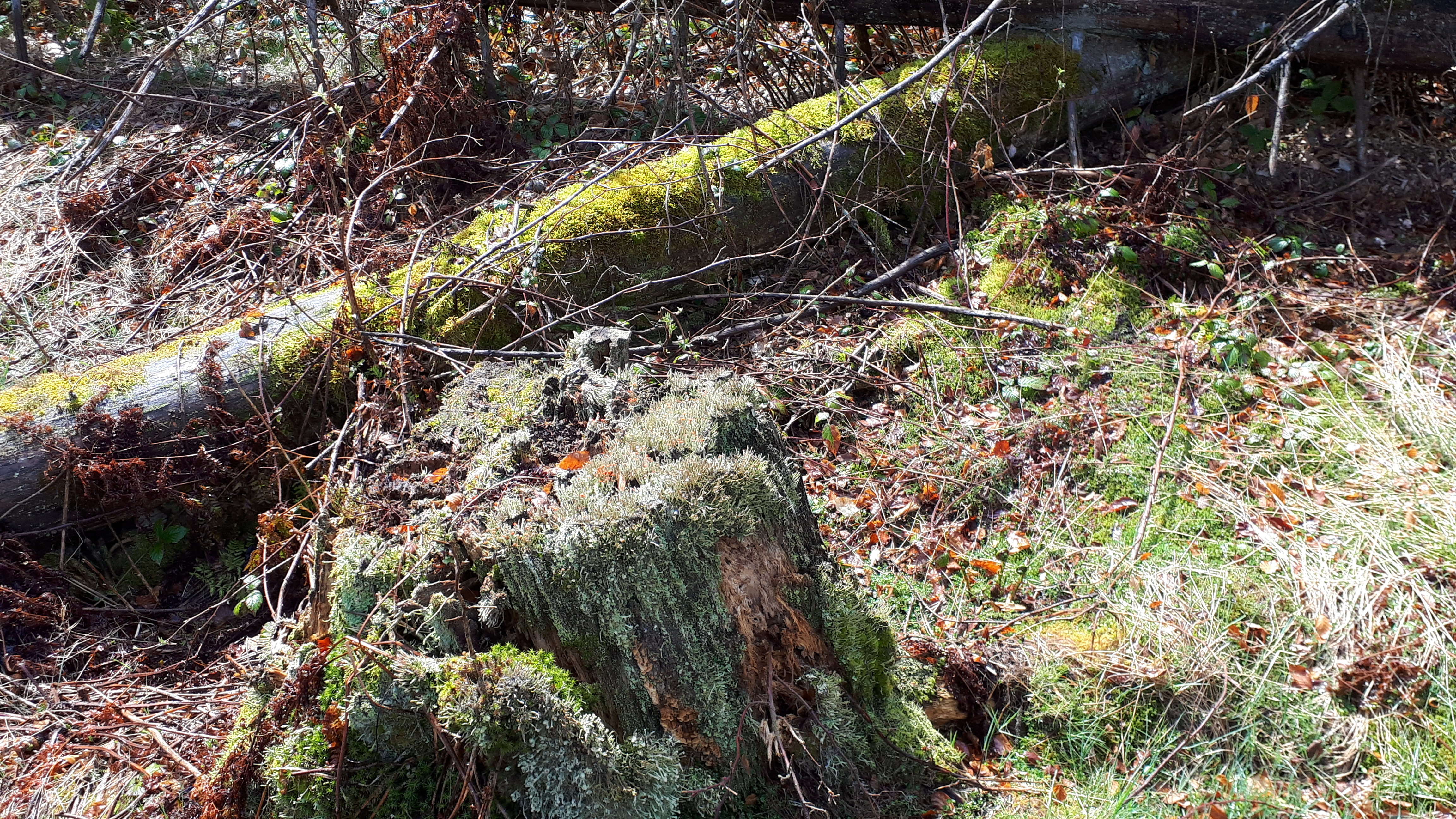
Vegetation 14 Jahre nach Kyrill
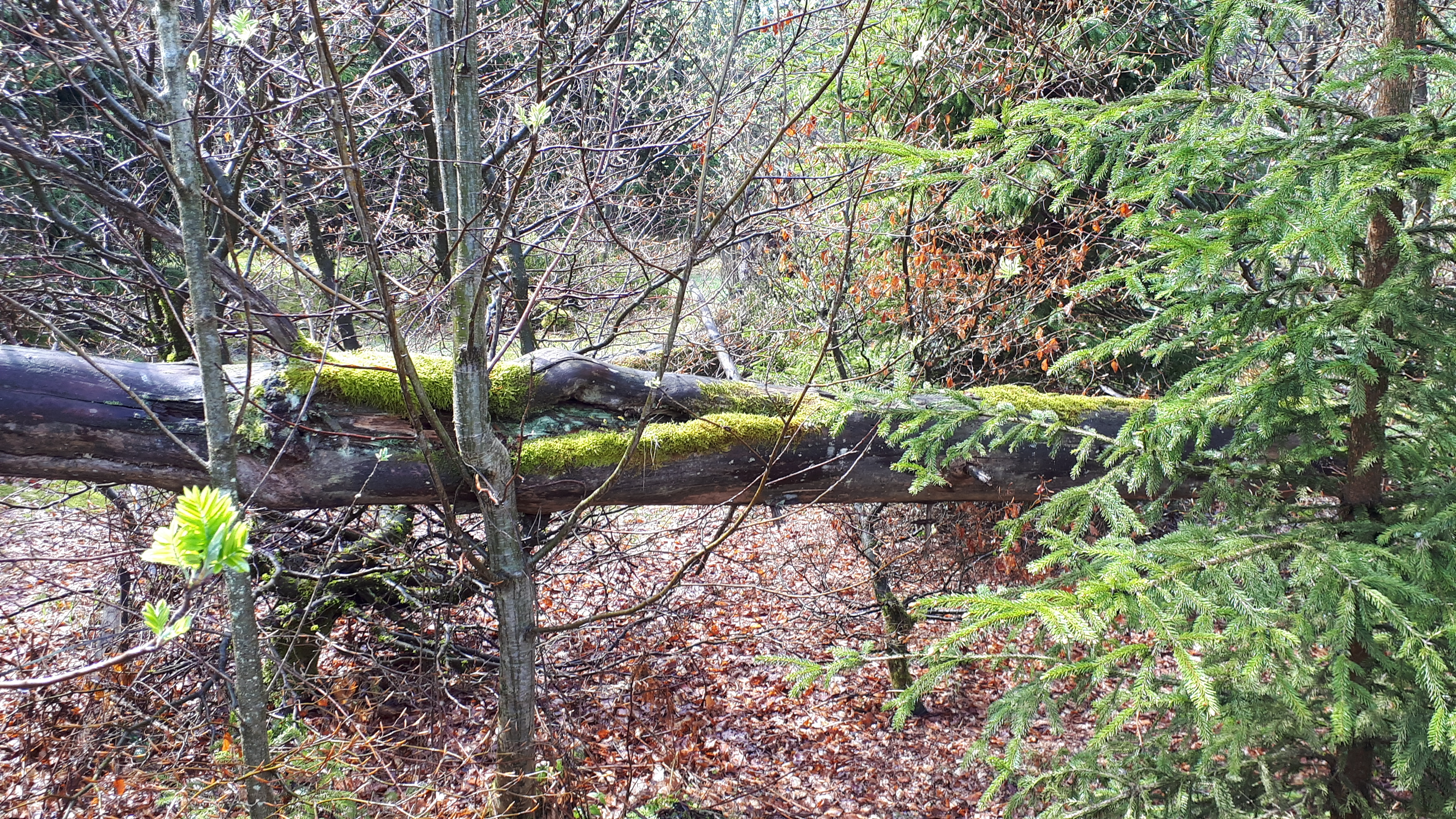
Vegetation 14 Jahre nach Kyrill